# Jákup á Borg
Jákup á Borg (født 26. oktober 1979) er en færøsk forhenværende fodboldspiller, der spillede som midtbanespiller eller angriber, senest for B36 Tórshavn, hvor han også spillede i barndoms- og ungdomsårene. Han har spillet tredieflest landskampe for Færøernes fodboldlandshold. 

## Karriere

### Klub
Á Borg debuterede som seniorspiller den 28. april 1996, da han spillede for B36 Tórshavn som forsvarsspiller, men snart blev hans foretrukne plads som angriber eller kantspiller. Han var til prøvetræning hos Liverpool og Watford og blev på et tidspunkt udlånt til den danske klub Odense BK, men han vendte hjem igen efter at have spillet kun en kamp for OB. Á Borg var topscorer i den færøske liga i 1998 og 1999.
I 2006 blev han Årets fodboldspiller på Færøerne. I 2015 startede han på sin 20. sæson i den færøske liga.
á Borg blev topscorer til alle tider i den færøske liga den 12. april 2015, da han scorede sit 148. mål i sin 20. sæson i den færøske liga.
Udover at have spillet for B36 Tórshavn, har Jákup á Borg spillet for HB Tórshavn i fire år fra 2004-08 og en enkelt kamp for Odense BK. I august 2016 bekendtgjorde han, at han nu ville slutte sin aktive fodboldkarriere, efter at 2016-sæsonen var slut.

### International
Jákup á Borg fik sin debut på Færøernes fodboldlandshold i august 1998 i en EM-kvalifikationskamp mod Bosnien. Han har spillet 62 landskampe og skoret 2 mål og har repræsenteret sit land i 23 VM-kvalifikationskampe. Han spillede normalt på højre kant på landsholdet.
Han bekendtgjorde i juli 2010, at han ville trække sig tilbage fra international fodbold og ville spille sin sidste kamp mod Estland i august 2010.

#### Internationale mål
Målscoring og resultater fra Færøerne listes først.
| # | Dato            | Stadion                       | Modstand   | Scoring | Resultat | Turnering    |
| - | --------------- | ----------------------------- | ---------- | ------- | -------- | ------------ |
| 1 | 27. april 2003  | Svangaskarð, Toftir, Færøerne | Kasakhstan | 1-0     | 3-2      | Venskabskamp |
| 2 | 18. august 2004 | Svangaskarð, Toftir, Færøerne | Malta      | 1-0     | 3-2      | Venskabskamp |